# Oecetis viriplaca
Oecetis viriplaca là một loài Trichoptera trong họ Leptoceridae. Chúng phân bố ở vùng Indomalaya.